# CSS盒模型
层叠样式表
- CSS動畫
- CSS盒模型
- CSS濾器
- 无表格网页设计
- 响应式网页设计
- 维基教科书

在Web开发中，CSS盒模型是指如何在浏览器引擎中对HTML元素进行建模，以及如何从CSS属性导出HTML元素的尺寸。盒模型的指导方针由Web标准万维网联盟（W3C）特别是CSS工作组描述。在1990年代末和2000年代初的多数时间里，主流浏览器中存在着不符合标准的盒模型实现。直到1998年CSS2的出现，引入了box-sizing属性，这个问题基本上才得到了解决。

## 规格
层叠样式表（CSS）规范描述了图形浏览器如何显示网页元素。 在CSS1规范中的第4节定义了“格式化模型“，它为块级元素（例如p和blockquote ）提供了宽度和高度，以及围绕它的三层框（填充、边框和边距）。 虽然该规范从来没有明确的使用术语“盒模型”，但是在那个时候该术语已经被很多的Web开发人员和Web浏览器供应商广泛使用。
所有HTML元素都可以被视为“框”，其中包括div标签、 p标签或a标签。每个盒子都有五个可修改的尺寸：
- height和width是指盒子实际内容的尺寸（文本、图像……）
- padding是指该内容与框边框之间的空间
- border是指是围绕框的任何类型的线（实线、点线、虚线...）（如果存在
- margin是指是边框周围的空间

1996 年，W3C 成功发布，之后在1999 年，对 CSS1 规范进行了修订。当为任何块级元素显式特定的宽度或高度时，它只能确定可见元素的宽度或者高度、padding、border、以及随后应用的边距。  在 CSS3 发布之前，这种盒模型被称为W3C盒模型，之后它又被称为content-box 。
框的总宽度可以被计算为为：left-margin + left-border + left-padding + width + right-padding + right-border + right-margin 。同样，盒子的总高度可以被计算为：top-margin + top-border + top-padding + height + bottom-padding + bottom-border + bottom-margin

例如，下面的 CSS 代码
```
.
myClass
 
{

  
width
:
 
200
px
;

  
height
:
 
100
px
;

  
padding
:
 
10
px
;

  
border
:
 
solid
 
10
px
 
black
;

  
margin
:
 
10
px
;

}

```

将指定属于“myClass”的每个块的盒子尺寸。此外，每个这样的盒子的总高度为 160像素，宽度为 260 像素。
CSS3 将Internet Explorer 框模型引入了标准，称为border-box 。 

## 历史

W3C 和 Internet Explorer盒模型之间解释宽度的差异

在 HTML 4 和 CSS 之前，很少有 HTML 元素同时支持边框和填充，这导致了对元素宽度和高度的定义没有存在歧义。但是它因元素的不同而不同。表格的 HTML 宽度属性定义了表格的宽度（包括其边框）。 另一方面，图像的 HTML 宽度属性定义了图像本身（任何边框内）的宽度。 表格单元格是早期支持填充的唯一元素。单元格的宽度定义为“单元格内容的建议宽度（以像素为单位，不包括单元格填充）”。 
1996 年，CSS 为更多元素引入了边距、边框和填充。它采用了与内容、边框、边距和填充相关的定义宽度，类似于表格单元格的宽度。 此后这被称为W3C盒模型。
之前很少有浏览器供应商真正实现了 W3C盒模型。两大浏览器Netscape 4.0和Internet Explorer 4.0都将宽度和高度定义为一边框到一边框的距离。 这被称为traditional Exporer（也被称为Internet Explorer盒模型）。 
“怪异模式”下的Internet Explorer包括指定宽度或高度内的内容、内边距和边框；与标准行为相比，这会导致框的渲染更窄或更短。 
因为早期版本的Internet Explorer处理盒模型或网页中元素大小的方式与W3C推荐的级联样式的标准方式有着不同的表格语言，所以Internet Explorer盒模型行为被认为是一个错误。  从Internet Explorer 6开始，浏览器的支持替代呈现模式（也可以称为“标准兼容模式”）可以解决此差异。但是出于向后兼容性的原因，所有版本默认情况下仍然可以以非标准方式运行（请参阅怪异模式）。 Mac 版 Internet Explorer不受此非标准行为的影响。
如果页面包含某些HTML文档类型声明，则 Internet Explorer 版本6及更高版本不会受到该错误的影响。出于向后兼容性的原因，这些版本在怪异模式下保留了错误行为。 例如，触发怪异模式：
- 当文档类型声明不存在或不完整时；
- 当 HTML 遇到3或更早的文档；
- 当 HTML 4.0 使用过渡或框架集文档类型声明，并且不存在系统标识符 (URI)；
- 当文档类型声明之前出现 SGML 注释或其他无法识别的内容时
- IE浏览器 如果文档类型声明之前有XML声明，则 6 还使用怪异模式。 [19]

人们设计了各种解决方法来实现 Internet Explorer 版本 5 及更早版本使用 W3C盒模型显示网页。这些解决方法通常利用 Internet Explorer 的 CSS 选择器处理没有关联的错误，对浏览器隐藏某些规则。在这些变通办法中，最著名的是由前 Microsoft 员工Tantek Çelik开发的“盒模型破解”，这个想法的产生是Tantek Çelik在为 Macintosh 开发 Internet Explorer 时提出。它涉及为 Windows 版 Internet Explorer 指定宽度声明，然后使用 CSS 兼容浏览器的另一个宽度声明覆盖它。通过利用解析 CSS 规则的方式中的其他错误，对 Windows 版 Internet Explorer 隐藏。 Internet Explorer 的公开发布使这些 CSS“黑客”的实施变得更加复杂。不可否认的是，它修复了一些问题，但是仍有一些问题没有被改善，这也将导致使用这些黑客攻击的页面出现错误的结果。 
盒模型已经被黑客证明是不可靠的，因为它们依赖于浏览器 CSS 支持中的错误，即使这些错误可能会在以后的版本中修复。所以一些 Web 开发人员提出为了避免相同的元素同时指定宽度和填充，或者使用条件注释或CSS 过滤器来解决旧版 Internet Explorer 中的框模型错误。  

## 支持Internet Explorer的盒模型
Web 设计师 Doug Bowman 提到：最初的 Internet Explorer盒模型代表了一种更好、更合乎逻辑的方法。  Peter-Paul Koch 给出了一个物理盒子的例子，它的尺寸始终指的是盒子本身，包括潜在的填充，但是绝对不涉及到内容的填充。 他说：”这种盒模型对于图形设计师来说更有用，他们根据盒子的可见宽度而不是内容的宽度来创建设计。“  Bernie Zimmermann 提到：”Internet Explorer盒模型更符合 HTML 表格模型中使用的单元格尺寸和填充的定义。“ 
W3C 在 CSS3 中包含了“box-sizing”属性。当box-sizing: border-box;为元素指定后，所有的元素填充或边框都会在指定的宽度和高度内绘制，“如传统 HTML 用户代理通常实现的那样”。  Internet Explorer 8 、 WebKit浏览器（例如Apple Safari 5.1+ 和Google Chrome） 、基于 Gecko 的浏览器（例如Mozilla Firefox 29.0 及更高版本、 Opera 7.0 及更高版本以及Konqueror 3.3.2 及更高版本）支持 CSS3 box-sizing 属性。 29.0 之前的 Gecko 浏览器使用浏览器特定的-moz-box-sizing属性支持相同的功能。  border-box是Bootstrap框架中默认使用的盒模型。